# Naturschutzgebiet An der Horst
Koordinaten: 51° 33′ 25″ N, 6° 17′ 51″ O
Das Naturschutzgebiet An der Horst liegt auf dem Gebiet der Stadt Kevelaer im Kreis Kleve in Nordrhein-Westfalen.
Das Gebiet erstreckt sich südöstlich der Kernstadt Kevelaer, südlich von Wetten und südöstlich von Kötherheide direkt an der am westlichen Rand verlaufenden Kreisstraße K 30. Westlich des Gebietes verläuft die B 9, östlich fließt die Niers, nördlich erstreckt sich das 20,0 ha große Naturschutzgebiet Streußelbruch und nordöstlich das 18,7 ha große Naturschutzgebiet Hoenselaersche Bruch.

## Bedeutung
Für Kevelaer ist seit 2009 das rund 31,9 ha große Gebiet unter der Kenn-Nummer KLE-050 als Naturschutzgebiet ausgewiesen.